# العلاقات الأندورية النمساوية
العلاقات الأندورية النمساوية هي العلاقات الثنائية التي تجمع بين أندورا والنمسا.

## مقارنة بين البلدين
هذه مقارنة عامة ومرجعية للدولتين:
| وجه المقارنة                                              | أندورا                                                     | النمسا                                                    |
| --------------------------------------------------------- | ---------------------------------------------------------- | --------------------------------------------------------- |
| المساحة (كم2)                                             | 468                                                        | 83.86 ألف                                                 |
| عدد السكان (نسمة)                                         | 76.18 ألف                                                  | 8.81 مليون                                                |
| الكثافة السكانية (ن./كم²)                                 | 16.28 ألف                                                  | 105.06                                                    |
| العاصمة                                                   | أندورا لا فيلا                                             | فيينا                                                     |
| اللغة الرسمية                                             | اللغة الكتالونية                                           | اللغة الألمانية، لغة الإشارة النمساوية ‏                   |
| العملة                                                    | يورو                                                       | يورو، شلن نمساوي، رايخ مارك، شلن نمساوي                   |
| الناتج المحلي الإجمالي (بليون دولار)                      | 3.01 مليار                                                 | 416.60 مليار                                              |
| الناتج المحلي الإجمالي (تعادل القوة الشرائية) بليون دولار |                                                            | 426.99 مليار                                              |
| الناتج المحلي الإجمالي الاسمي للفرد دولار أمريكي          |                                                            | 43.77 ألف                                                 |
| الناتج المحلي الإجمالي للفرد دولار أمريكي                 |                                                            | 47.68 ألف                                                 |
| مؤشر التنمية البشرية                                      | 0.858                                                      | 0.885                                                     |
| رمز المكالمات الدولي                                      | +376                                                       | +43                                                       |
| رمز الإنترنت                                              | .ad                                                        | .at                                                       |
| المنطقة الزمنية                                           | ت ع م+01:00، توقيت وسط أوروبا، ت ع م+02:00، أوروبا/أندورا ‏ | توقيت وسط أوروبا، ت ع م+01:00، ت ع م+02:00، أوروبا/فيينا ‏ |

## منظمات دولية مشتركة
يشترك البلدان في عضوية مجموعة من المنظمات الدولية، منها:
| علم المنظمة | اسم المنظمة                    | تاريخ انضمام أندورا | تاريخ انضمام النمسا |
| ----------- | ------------------------------ | ------------------- | ------------------- |
|             | منظمة الشرطة الجنائية الدولية  | ?                   | ?                   |
|             | الأمم المتحدة                  | 28 يوليو 1993       | 14 ديسمبر 1955      |
|             | مجلس أوروبا                    | ?                   | ?                   |
|             | منظمة حظر الأسلحة الكيميائية   | ?                   | ?                   |
|             | يونسكو                         | 20 أكتوبر 1993      | 13 أغسطس 1948       |
|             | منظمة الأمن والتعاون في أوروبا | 25 أبريل 1996       | 25 يونيو 1973       |
|             | الاتحاد الدولي للاتصالات       | 12 نوفمبر 1993      | 1866                |

## وصلات خارجية
- موقع وزارة الخارجية الأندورية
- موقع وزارة الخارجية النمساوية